# Geosito Pecetto di Valenza
Il Geosito "La Guarnera" presente sul territorio di Pecetto di Valenza, è stato creato per valorizzare i resti fossili e testimonianze minerali attinenti alla storia geologica del territorio alessandrino ed in modo particolare della "dorsale" che va dai dintorni di Valle San Bartolomeo (Comune di Alessandria) fino ad alcuni "punti notevoli" interni al Comune di Pecetto.
Questo Geosito, è situato presso la località fossilifera di Cascina Guarnera è ubicata lungo le pendici occidentali del rilievo collinare Bric Fea, 1 km a SSE di Pecetto di Valenza, dove è nota per l’affioramento di strati diatomitici estremamente ricchi di resti di pesci datati al periodo Messiniano.
Sono stati nel complesso coltvati più di 15 metri cubici di roccia fossilifera, che hanno fornito alcuni frammenti di legno incrostati di piccole ostriche, rare filliti e più di duecento resti scheletrici di Teleostei, alcuni di grandi dimensioni, intorno al metro, spesso completi di impronta e contro impronta.
Oltre a ciò sono stati asportati otto blocchi (60 . 50 . 30 cm) dell'intervallo più fossilifero di sedimento per il recupero dei fossili in laboratorio, dopo “maturazione” della roccia.
Gli strati fossiliferi affioranti per uno spessore di due metri, si presentano nello scavo immergenti verso Sud con un’inclinazione di 18’. Essi sono costituiti da diatomiti a laminazione da sottilissima a media, di colore bianco-giallo paglierino. Il sedimento, di facile lavorabilità per l’apertura in lame, è formato da una ridotta massa di fondo argillosa in cui sono contenuti abbondantissimi gusci di foraminiferi, spicole di spugna e frustoli di diatomee. Le diatomiti laminate sono comprese fra livelli pelitici grigio-verdastri di cui non è possibile precisare l’estensione verticale.
I fossili, soprattutto Pesci teleostei e comunque sempre organismi nectonici o planctonici, mai bentonici, sono limitati alle peliti diatomiti che; gli straterelli siltoso-arenacei sono sterili. Tra i macrofossili, accanto a rari Crostacei decapodi e a resti di vegetali, si rinvengono pesci ad habitat epi e mesopelagico, tra i quali prevalgono i rappresentanti della famiglia Myctophidae. Tra le specie riconosciute vi sono le seguenti:
- Alosa elongata
- Capro saper
- Lepidopus proargenteus
- Maurolicus gregarious
- Merluccius merluccius
- Microchirax abropteryx
- Mictophum edwardsii
- Mictophum microsoma
- Sygnathus albyi
- Trachurus trachurus

I pesci sono spesso fossilizzati in toto con pinne e squame conservate in posizione fisiologica e con elementi scheletrici in connessione.
Altre volte i resti di pesce si rinvengono disorganizzati su una ridotta superficie di strato; in tal caso si devono supporre la decomposizione del corpo prima e durante la caduta sul fondo marino e la conseguente disorganizzazione della carcassa al momento della deposizione, eventualmente favorita da minime correntizi fondo.
Ancora, sono frequenti tronconi di pesce (cranio o coda) dovuti a residui di predazione.
Nel complesso i resti di pesce presenti in tutto lo spessore del livello diatomitico, con possibilità di rinvenimento in ogni lamina, sono concentrati nei 60 cm a cavallo del descritto straterello pelitico-calcareo indurito. Spesso i fossili di Teleostei sono affiancati da ossame riunito in boli o coproliti. Sono presenti anche frequenti noduli rosacei fosfatici; sul loro significato permangono molti dubbi, ma potrebbero essere dovuti a concentrazione di fosfati per dissoluzione di ossa di pesce.
Per quanto riguarda l’ambiente di deposizione delle diatomiti laminate, possiamo ricordare che Sturani & Sampo’ (1973) hanno ricondotto la sedimentazione del “tripoli” a fondali marini poco ossigenati di ambiente epibatiale. La perfetta conservazione dei reperti indica infatti la deposizione delle carcasse dei pesci su un fondale anaerobico, privo di organismi necrofagi e di batteri aerobi che, in condizioni normali, divorano e decompongono rapidamente le parti scheletriche meno ossificate dei pesci. D’altra parte la generale assenza di fossili di organismi bentonici è un dato significativo a conferma di un siffatto ambiente deposizionale.